# Jamestown (Sainte-Hélène)
Pour les articles homonymes, voir Jamestown.
Jamestown est l'un des huit districts et la capitale de Sainte-Hélène faisant partie du territoire britannique d'outre-mer de Sainte-Hélène, Ascension et Tristan da Cunha. Située sur la côte septentrionale de l'île, la ville est bâtie autour d'une rue principale au creux d'une étroite vallée. C'est également le principal village historique de l'île, situé sur sa côte nord-ouest. Avant le développement du port de la baie de Rupert, c'était le seul port de l'île et le centre du réseau routier et de communications. Fondée en 1659 par des colons de la Compagnie anglaise des Indes orientales, elle fut brièvement occupée par la Compagnie néerlandaise des Indes orientales en 1673 avant d'être reprise. De nombreux bâtiments construits par la Compagnie des Indes orientales au XVIIIe siècle subsistent et confèrent à la ville son caractère géorgien distinctif.
La ville accueillit brièvement Napoléon en 1815 lors de son exil à Sainte-Hélène, puis servit de base à la Royal Navy pour lutter contre la traite négrière. Elle ne joua aucun rôle pendant la Première Guerre mondiale et ne joua qu'un rôle mineur pendant la Seconde Guerre mondiale.

## Histoire

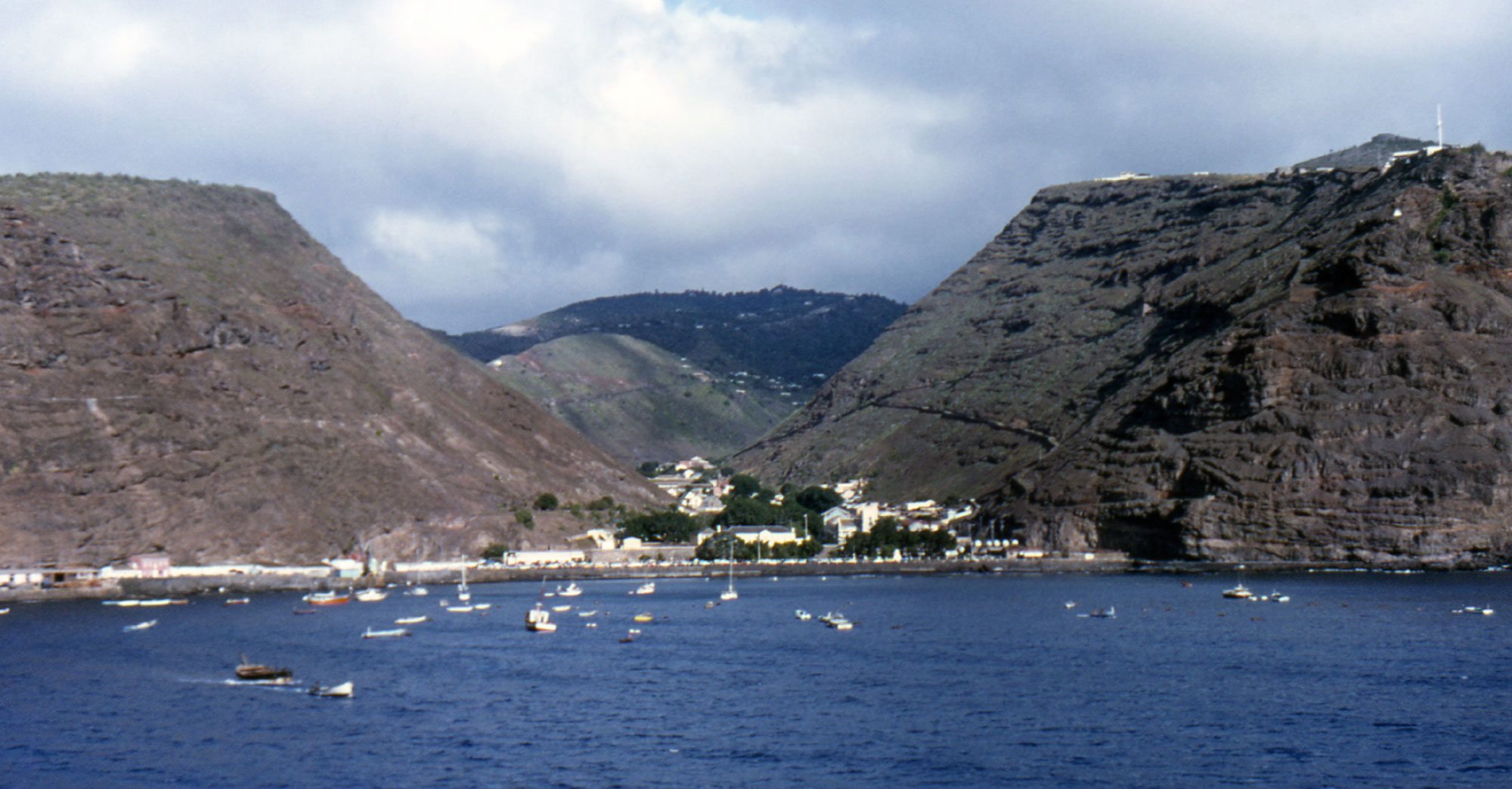
Jamestown vue du large.

La ville fut fondée en 1659 par la compagnie anglaise des Indes orientales. Elle doit son nom au duc de York qui devint roi d'Angleterre sous le nom de Jacques II. Elle a perdu son intérêt stratégique lorsque le canal de Suez a été construit.
La ville est construite dans un couloir étroit entouré de deux montagnes afin de protéger les habitations des vents dominants. Le phénomène est tel que les habitants ne peuvent pas recevoir la télévision.
L'église paroissiale de la ville, Saint James's Church (en), est l'église anglicane la plus vieille dans l'Hémisphère sud, datant à 1671, mais l'édifice actuelle fut construit en 1774. La ville aussi abrite la seule église catholique sur l'île, l'Église du Sacré-Cœur (en).
La tombe de Napoléon fut initialement située dans une vallée près de cette ville avant que le tombeau ne soit ramené en France et placé à l'hôtel des Invalides à Paris en 1840 à la demande du roi Louis-Philippe Ier.
L'île était trop isolée pour jouer un rôle quelconque pendant la Première Guerre mondiale et n'en joua qu'un rôle minime pendant la Seconde Guerre mondiale. Le pétrolier RFA Darkdale fut coulé par le sous-marin allemand U-68 dans la baie James le 22 octobre 1941, ne laissant que neuf survivants sur les 50 hommes de l'équipage. Il avait été envoyé à Sainte-Hélène quelques mois plus tôt pour ravitailler les navires opérant dans l'Atlantique Sud. L'épave continua de laisser échapper de petites quantités de pétrole jusqu'en juin 2015, date à laquelle le ministère de la Défense envoya une équipe de plongeurs pour pomper le reste du pétrole.

## Géographie

### Situation
L'espace au sein de Jamestown étant limité par l'étroitesse de la vallée homonyme – qui remonte sur environ 5 km jusqu'au centre de l'île et au pic de Diana –, la ville s'est développée sur les hauteurs de Half Tree Hollow, sorte de banlieue située au sommet de la Jacob's Ladder.

### Climat
Selon la classification de Köppen le climat qui règne à Jamestown est de type (Csb) c'est-à-dire un climat tempéré méditerranéen. Avec des températures relativement constantes tout au long de l'année. Malgré ce climat désertique, les températures sont modérées par l'océan adjacent et ses courants froids, ce qui confère à la ville un climat frais pour les latitudes tropicales profondes. Par conséquent, il fait rarement très chaud à Jamestown. La température dans la région de Jamestown est supérieure d'environ 5 °C (9 °F) à celle du reste de l'île, en raison du dénivelé. Bien que Jamestown reçoive moins de 13 cm de précipitations par an, les parties les plus élevées de l'île sont également plus humides que la ville, située sur la côte plus sèche et à l'abri. Les hautes terres au-dessus de Jamestown reçoivent jusqu'à 99 cm de précipitations par an et sont dotées d'une végétation luxuriante. Les eaux environnantes peuvent être parfois agitées, et une digue protège le village.

## Jacob's Ladder

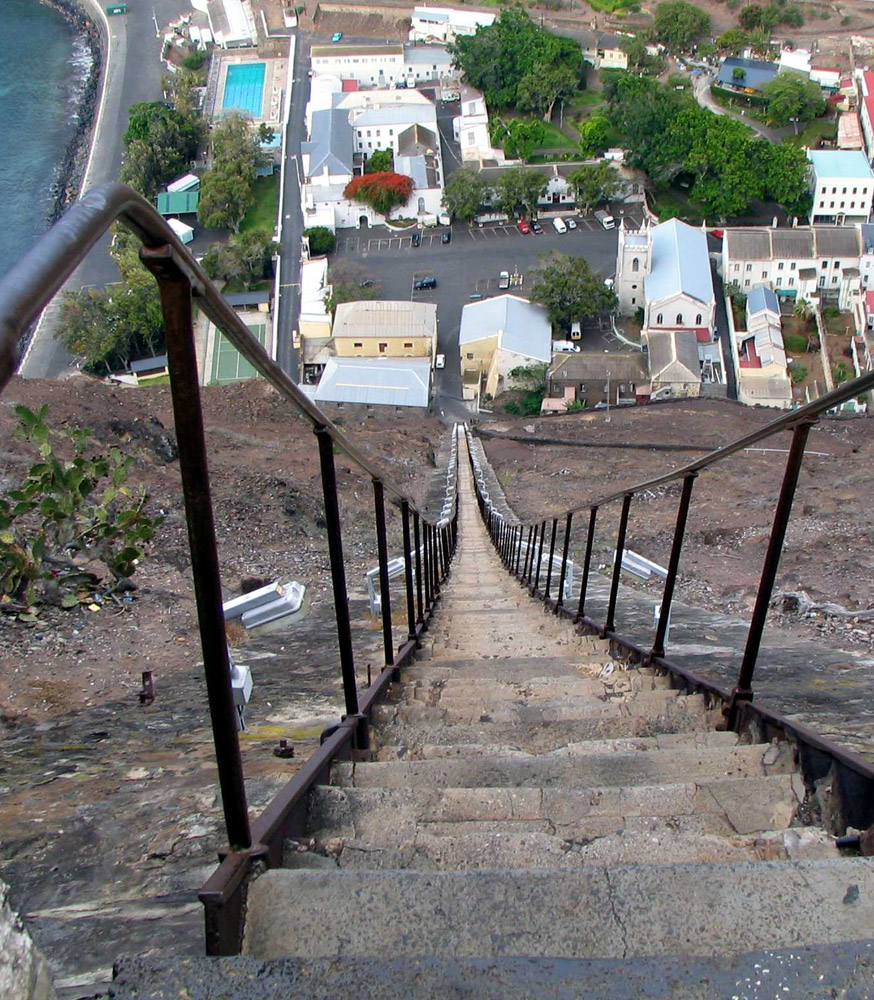
La Jacob's Ladder

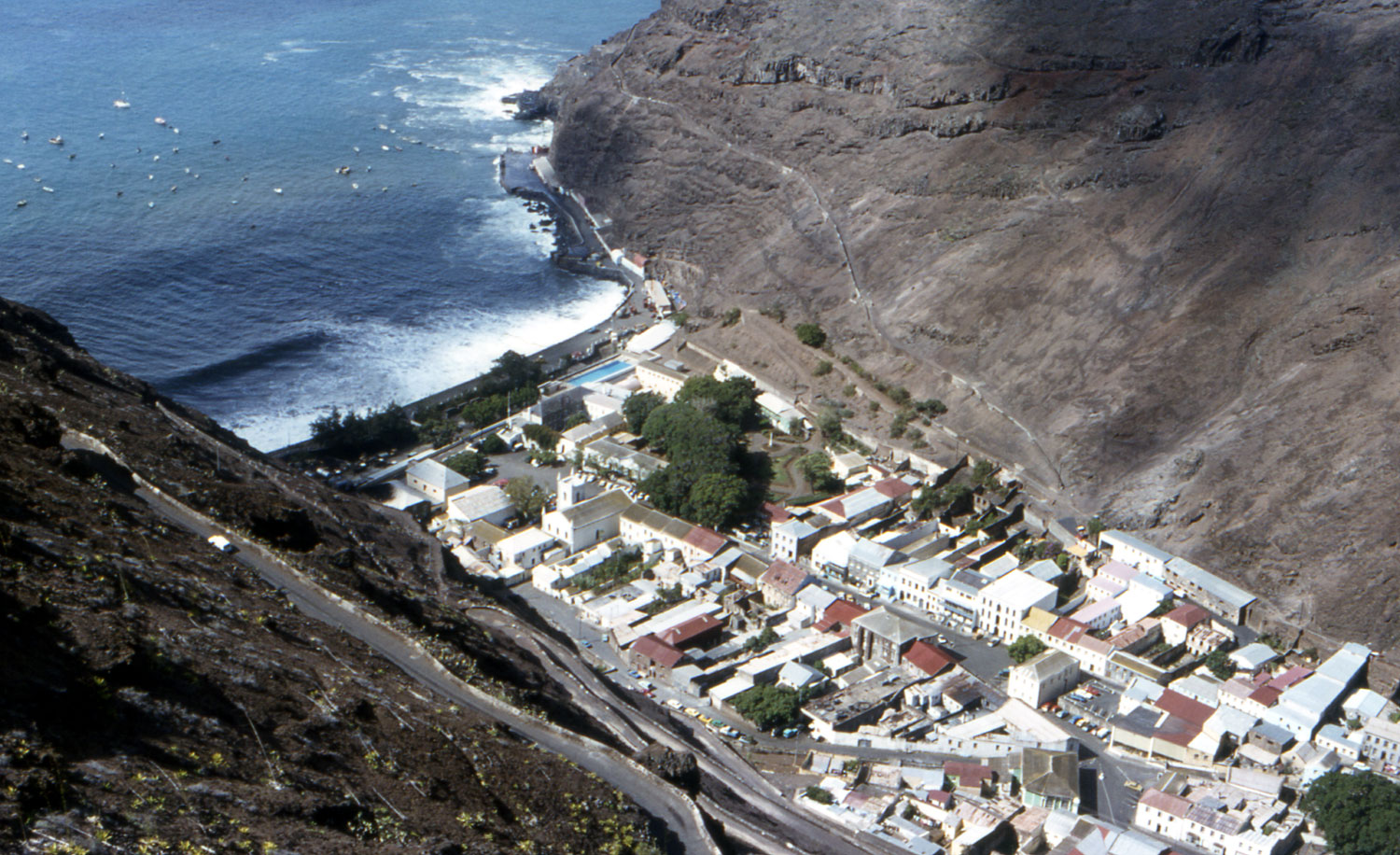
Jamestown vue du sommet de lÉchelle de Jacob.

La ville est surplombée par un immense escalier, appelé Jacob's Ladder ou the Ladder (échelle de Jacob ou l'échelle). Cet escalier mène en haut de Ladder Hill, un mont qui surplombe la ville et où se trouve le plateau du district de Half Tree Hollow, devenu dans les années 1960 la « banlieue » de Jamestown du fait du manque de place dans la vallée James.
L'escalier, bâti en 1829 et reconstruit en 1871, compte 699 marches pour une longueur de 280 mètres et un dénivelé de 183 mètres, soit un angle de montée de plus de 45 degrés.